# プロスト・グランプリ
プロスト・グランプリ（Prost Grand Prix）は、1997年から2001年までF1に参戦したフランスのレーシングチーム。同じフランスのリジェを買収して誕生した。創設者兼オーナーは元F1ドライバーのアラン・プロスト。

## チーム設立までの動き

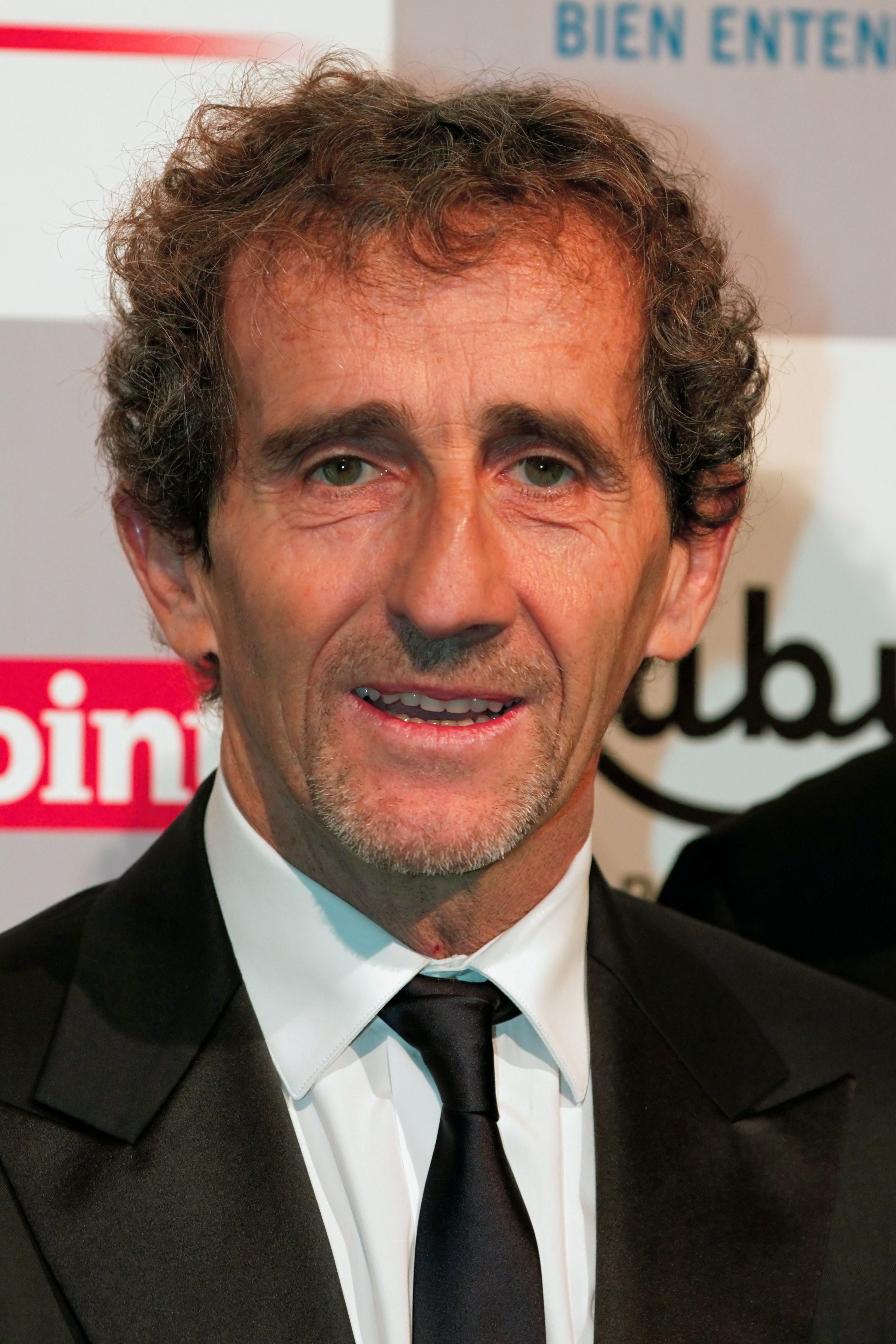
チーム創設者のアラン・プロスト（画像は2012年）

F1で4度のワールド・チャンピオンを獲得したアラン・プロストは、現役時代より何回か自らのF1チームを立ち上げようと試みていた。
マクラーレン時代の1989年には、盟友でありマクラーレン・MP4シリーズのデザインなどで有名なジョン・バーナードと共同でチーム設立を試みた。この時はルノーエンジンの供給を受け、1stドライバーはアラン・プロスト自身、2ndドライバーは若手のエリック・ベルナールを迎え、オールフレンチ体制で臨むことが内定したと噂されたが、スポンサーを得られずに話がご破算になり、結局アラン・プロストはフェラーリ入りすることになる。
1991年にフェラーリを解雇された直後には、やはりバーナードと組んでイギリスのトムスGBを母体にF1チームを立ち上げようと試みた（そのためバーナードは一時的にトムスに移籍している）。アラン・プロストらはトムスの事実上の親会社であり、当時スポーツカー世界選手権（SWC）参戦用にトヨタ・TS010を開発していたトヨタに、同車に搭載される3.5リッターNA・V10エンジン を供給してもらうことを目論んでいたが、最終的にトヨタにエンジン供給を断られたため計画は頓挫した。
そのためアラン・プロストはリジェ買収に方向を転換し、まずはドライバーとして自らリジェのマシンをテストドライブしたが、リジェのマシンではルノーV10エンジンを得てもチャンピオンシップを争うレベルではないと判断したことや、オーナーシップの譲渡について交渉がまとまらなかったこと等の事情もあり、1992年シーズンは1年間の浪人生活を送る決断を下した。
翌1993年、ウィリアムズに加入しワールドチャンピオンに輝き、有終の美を飾る形でを引退し、テレビ解説者を務めながら新たな機会を探った。ホンダ撤退後、最強エンジンメーカーであったルノーのアンバサダーに就任したが、ルノーから支援の確約を得られなかった。その間にも、リジェの所有権は創始者のギ・リジェ→シリル・ド・ルーブル→フラビオ・ブリアトーレ→ブリアトーレとトム・ウォーキンショーの共同、と転々としていた。
1996年、モナコGPでリジェのオリビエ・パニスが優勝したことから、フランス国内でフランスチームの復権を望む機運が高まる。折しも、ウォーキンショーがリジェの完全買収が座礁に乗り上げたことで手放す（その上でアロウズを買収した）。アラン・プロストは各方面から後押しを受けて1994年にF1に参戦して以来、まだ勝利のないプジョーと接近し、リジェ買収に名乗りを上げた。
プジョーとの提携、およびリジェからのチーム名変更は、アラン・プロスト本人よりも政界 や出資者の意向だったとされる。名称変更には全チームの承認が必要とされたが、プジョーエンジンを失う可能性があるジョーダンが反対したため、参戦決定までが難航した。1997年2月14日に「プロスト・グランプリ」の発足が正式発表され、あわせて1998年より3年間契約でプジョーエンジンの供給を受けることがアナウンスされた。リジェ時代から続くゴロワーズタバコのほか、アルカテルやCanal+、ビックなどのフランス系企業ともスポンサー契約が結ばれた。

## F1

### 1997年
チーム発足はシーズン開幕2週間前だったため、参戦初年度はリジェの体制をほぼ引き継いでスタートした。新車JS45に無限ホンダエンジンを搭載する。ドライバーはエースドライバーのパニスが残留し、無限の支援を受けてF1デビューする中野信治のラインナップ。この年よりタイヤ供給を開始したブリヂストンと契約した。
前半戦はブリヂストンタイヤユーザーの先鋒となり、エースドライバーのパニスが2度表彰台に上るなど好調な滑り出しをみせた。しかし、パニスがカナダGPで両足を複雑骨折し、戦線離脱してしまった。次のフランスGPではミナルディからヤルノ・トゥルーリを招聘し、中野とトゥルーリのルーキーコンビを組んだ。トゥルーリは3戦目のドイツGPで4位入賞すると、オーストリアGPではスタートからトップを独走。エンジントラブルでリタイアするまで見せ場を作った。続く終盤3戦はトゥルーリに代わり、負傷が癒えたパニスが復帰した。
リジェ時代より無限ホンダエンジンの貢献度は高かったが、チームはシーズン開始前にプジョーと契約しており、1998年からプジョーエンジンが無償供給されることが決まっていた（1997年2月14日発表）。無限の後押しでシートを得た中野はチーム内で完全に冷遇され、テストやセッティングも許されず、パニス復帰に伴い解雇されるとの噂が囁かれた。加えて、プジョーの関係者をファクトリーに招き、無限の了解を得ずにエンジンを見せるなどしたため、「中野を乗せないならその時点でエンジンは供給しない」と無限がコメントを出すなど、両者の関係は緊張したものになった。中野は2度入賞したが、この年限りでチームを離脱する。
チーム成績はパニスの2度の表彰台を含めて入賞8回で、コンストラクターズ順位は変わらず6位だったが、リジェ最終年を大きく上回る21ポイントを獲得。

### 1998年

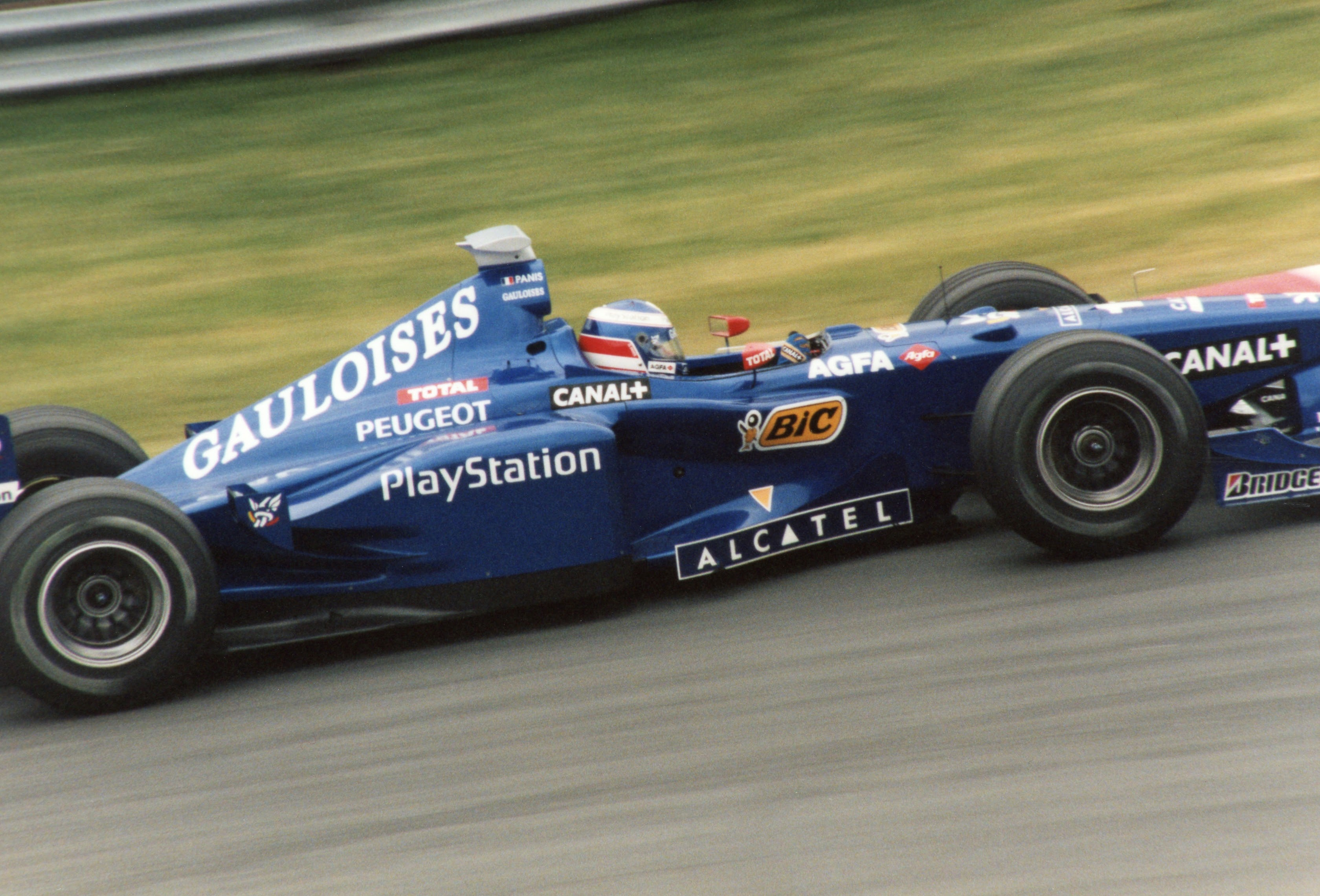
AP01。ドライバーはオリビエ・パニス（1998年）

チームとしてのニューマシンAP01が完成し、待望のプジョー・ワークスエンジンを搭載。ドライバーはパニスが残留し、中野に代わって前年パニスの代役を勤めたトゥルーリがセカンドシートに座った。また、エンジン供給活動を休止したルノーから、エンジン技術者のベルナール・デュドを引き抜いた。
オール・フレンチ体制で期待が懸かったが、ロイック・ビゴワ作のAP01は見栄えこそ良かったものの、グルーブドタイヤへの対応に失敗、またプジョーエンジンの信頼性不足もあり成績は全くの期待はずれであった。パニスもトゥルーリも下位を走るのが精一杯で、入賞はベルギーGPでのトゥルーリの6位1回のみ。それもトップから2周遅れだった上、優勝したのは皮肉にもエンジンを交換する形となったジョーダン・無限のデイモン・ヒルであった。パニスはF1デビュー以来初のノーポイントに終わる。コンストラクターズランキングは9位。失意のシーズンであった。

### 1999年

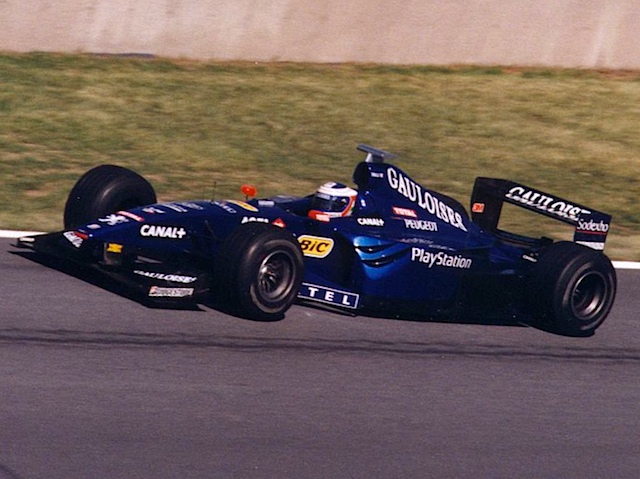
AP02。ドライバーはヤルノ・トゥルーリ（1999年）

プジョーエンジンとのジョイント2年目。シャシーはAP02を投入。前年の失敗を繰り返すまじとばかりに、プロストは人事強化に力を注いだ。ジョン・バーナードやアラン・ジェンキンスを招聘するが、肩書きばかりの人事で全くまとまりがないものであった。ドライバーはパニスとトゥルーリが残留。
パニスは地元フランスGPで予選3位につけながら決勝は8位、日本GPでは予選6位から絶妙のスタートを決め、一時3位を走るもリタイアするなど、時折速さを見せたが、結果は入賞2回だった。トゥルーリはスペインGPで6位入賞、ヨーロッパGPでは天候の混乱を我慢して2位初表彰台を獲得した。合計9点でランキングは7位になるもやはり不満の残る結果に終わった。ちなみにこのヨーロッパGPでの2位がプロスト・プジョーとしての最上位であった。
パニスはマクラーレンでのサード・ドライバーの道を選び、トゥルーリはジョーダンに移籍する。また、プジョーはこの年限りでのF1撤退を示唆したが、アラン・プロストの説得により翌年も参戦することになった。

### 2000年
シャシーはAP03を使用し、エンジンはプジョー継続使用した。
ドライバーラインナップを一新し、アラン・プロストのフェラーリ時代のチームメイトだったジャン・アレジがザウバーから移籍。さらにメルセデス・ジュニア・チーム出身で1999年国際F3000チャンピオン、ニック・ハイドフェルドを迎え入れた。
しかしアラン・ジェンキンスとフランス人エンジニアが不仲で開発もままならず、ジェンキンスは中盤で離脱。2人のドライバーもノーポイントに終わり、同じくノーポイントに終わったミナルディより完走率などの成績を下回り、全11チーム中最下位の成績に終わった。
プジョーとは互いに成績不振の責任を押し付けあうほど関係が悪化し、プジョーはアジアテックにエンジン開発部門を売却して2000年限りでF1から撤退した。プジョーエンジンを引き継いだアジアテックは、2001年の供給先をアロウズに変更したため、プロストは代替エンジン探しに苦労することになる。ハイドフェルドはザウバーに移籍するが、アレジは残留する。

### 2001年

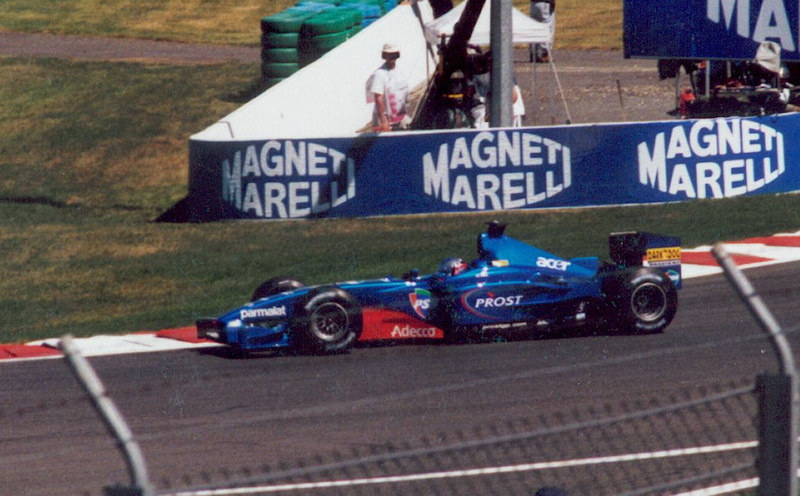
AP04。ドライバーはジャン・アレジ（2001年）

シャシーはAP04を使用、フェラーリ製エンジンとトランスミッションのカスタマー供給にこぎつけ、エンジンは台湾のIT企業エイサーのバッジネームを付けて使用。タイヤはミシュランにスイッチした。
フェラーリへのカスタマーパーツ使用料が新規に発生したことに加え、ゴロワーズなどのスポンサーが次々に撤退したため資金繰りが悪化。ザウバーのドライバーだったペドロ・ディニスが電撃的にドライバーを引退し、チームの株式40%を持つ共同オーナーに就任し、ディニスのスポンサーマネーでシーズンを戦う事を選択した。ドライバーはアレジに加えて、パンアメリカン・スポーツ・ネットワーク (英: Panamerican Sports Network、PSN) など南米のスポンサー獲得のためにガストン・マッツァカーネを起用。また、テストドライバーには前年までアロウズのレギュラーだったペドロ・デ・ラ・ロサを迎え入れた。
アレジは12連続完走（入賞3回）と気を吐いたが、カナダGPで5位入賞した嬉しさから観客席にヘルメットを投げ入れたところ、一緒に高価な無線装置を失くしてしまったことにアラン・プロストが激怒、両者の関係は悪化してアレジはドイツGPを最後にチームを離脱しジョーダンに移籍。代わりにジョーダンを解雇されたばかりのハインツ＝ハラルド・フレンツェンが入れ替えの形で収まった。
セカンドシートの方も、マッツァカーネに至っては「遅すぎる」との理由で第4戦サンマリノGP後に解雇。テストドライバーのデ・ラ・ロサを昇格させようとしたが、デ・ラ・ロサはジャガーに引き抜かれてしまう。新たな候補としてアレクサンダー・ヴルツやリカルド・ゾンタの獲得を試みるが尽く断られ、結局そのジャガーを解雇されたルチアーノ・ブルティを起用した。ブルティはベルギーGPの大クラッシュで欠場に追い込まれ、終盤3戦はトーマス・エンゲを起用。結局、5人のドライバーが入れ替わる事態となった。
獲得ポイントはアレジが稼いだ4点のみ。ランキングは9位。フレンツェンはベルギーGPで予選4位に入ったがそれ以外に見るべきものはなかった。

### チーム消滅
資金的にも苦境に追い込まれたアラン・プロストは、ディニスにオーナーの座を譲り、ルノーのセカンドチームに転じるという策を模索したが、ディニスが2001年夏にチームを離脱したため不成功に終わった。
2001年11月27日、プロスト・グランプリはベルサイユの商業裁判所に自己破産を申請。裁判所の管理下で新たな出資者を探しつつ、新車AP05の開発を続けた。しかし、裁判所が再建不可能と判断し、2002年1月28日にチーム消滅が決定した。負債総額は2000万ポンド（約37億円）であった。
一時はイギリスのビジネスマンであるチャールズ・ニッカーソン率いる「フェニックス・ファイナンス」がチームの資産を買い取り、「フェニックス・グランプリ」との名称でF1に参戦するとの情報が流れた。ドライバーはタルソ・マルケスとガストン・マッツァカーネと契約し、ニッカーソンと関係があるトム・ウォーキンショー率いるアロウズ(ハート)製エンジンを搭載したAP04を2002年第2戦マレーシアGPに持ち込んだが、国際自動車連盟 (FIA) は参戦を認めなかった。

## 型式番号
先頭に、アラン・プロストのイニシャルであるAPが冠され、その後に連番として01から始まり、更新順に番号が振られた。
本来なら、参戦初年度（1997年）の車は「AP01」となるはずだが、車自体はすでにリジェとして参戦することを前提に番号がつけられていたため、リジェ時代の「JS45」をそのまま使用し、翌年のマシンに「AP01」を付けた。
- JS45 (1997年)
- AP01 (1998年)
- AP02 (1999年)
- AP03 (2000年)
- AP04 (2001年)
- AP05 (2002年シーズンを走るマシンだったが、チーム撤退により計画は頓挫)

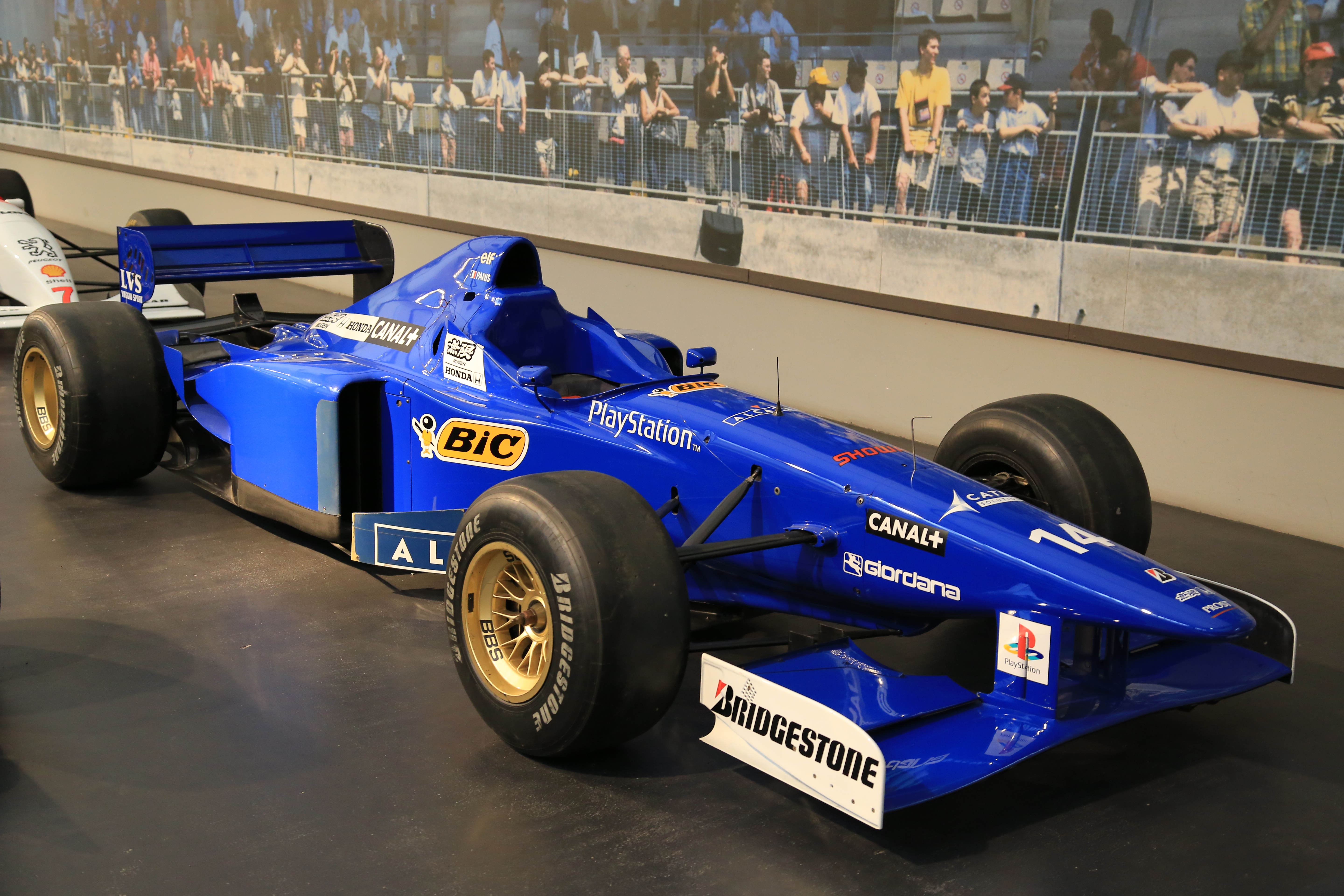
JS45 無限ホンダ
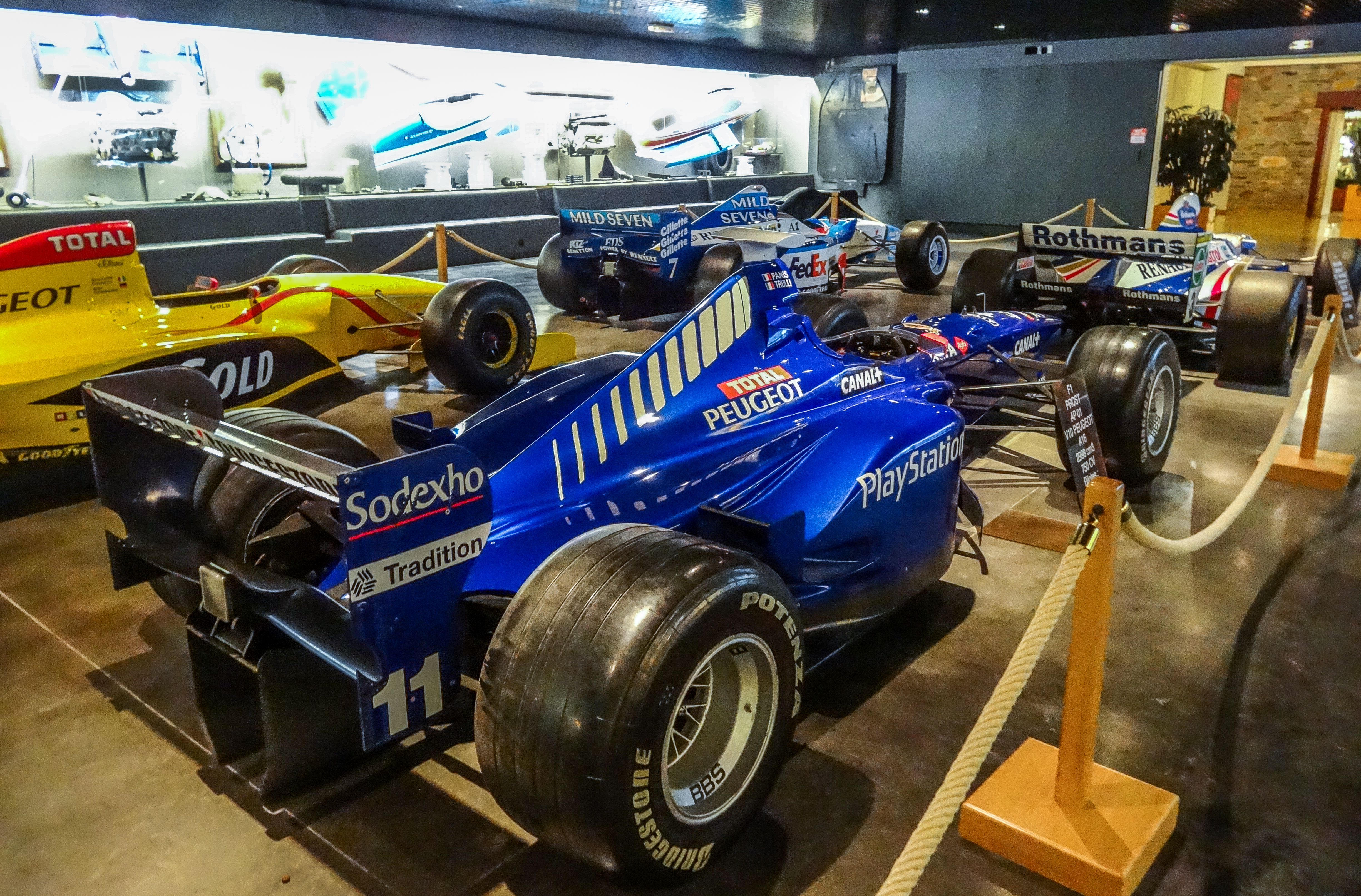
AP01 プジョー
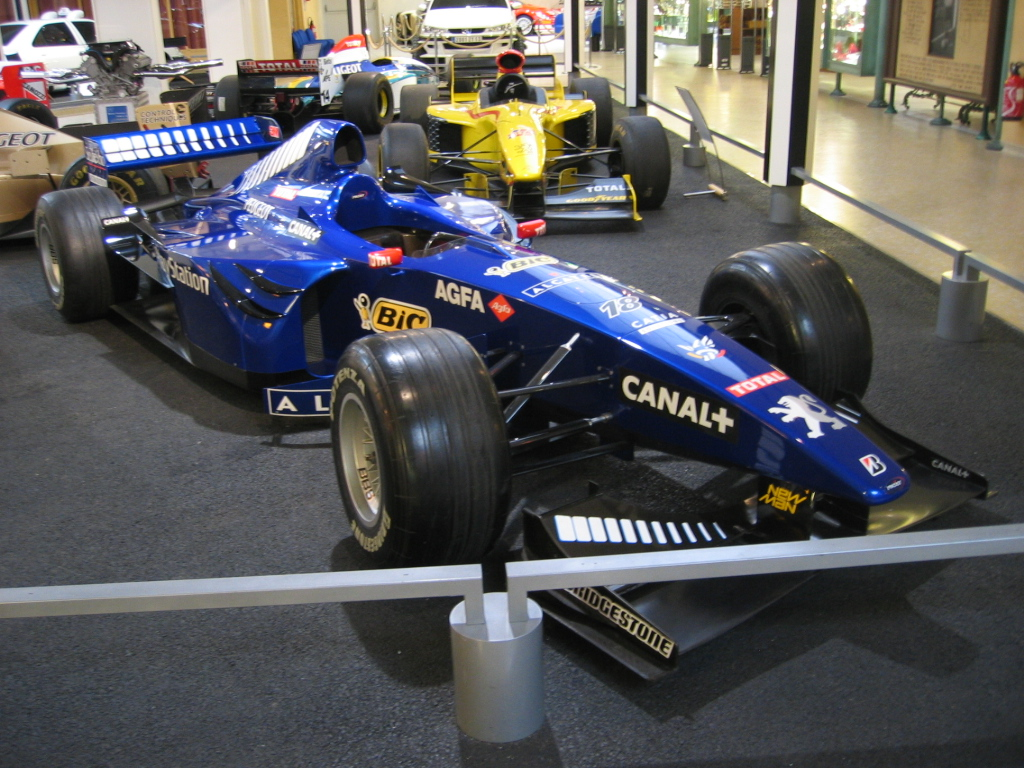
AP02 プジョー
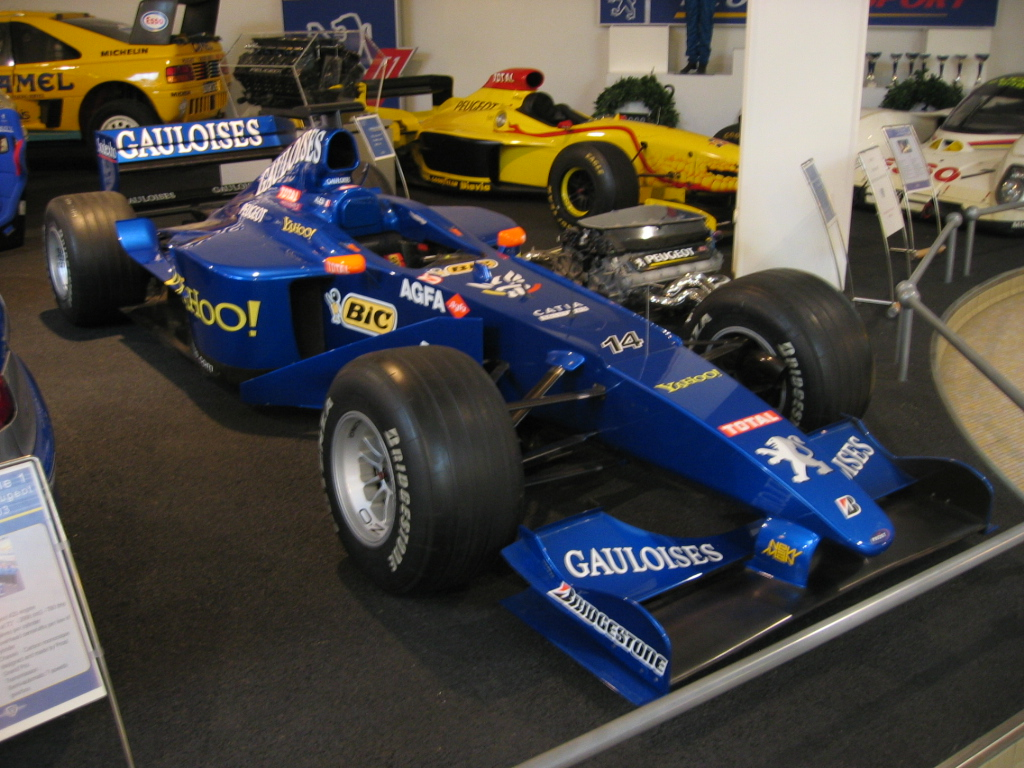
AP03 プジョー
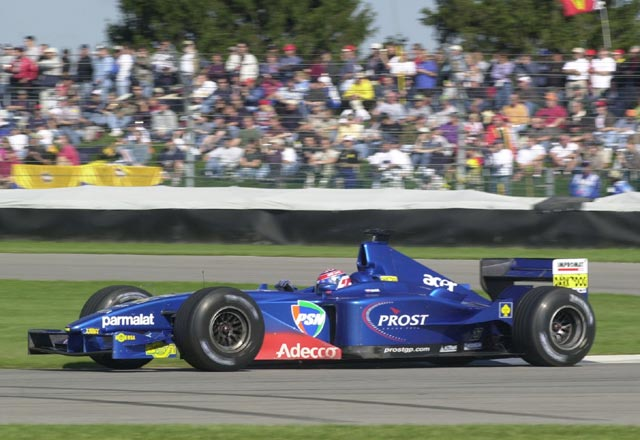
AP04 エイサー（フェラーリ）

## 変遷表
| 年     | エントリー名                   | 車体型番 | タイヤ | エンジン                      | 燃料・オイル | ドライバー | ランキング | 優勝数 |
| ------ | ------------------------------ | -------- | ------ | ----------------------------- | ------------ | --- | ---------- | ------ |
| 1997年 | プロスト・ゴロワーズ・ブロンズ | JS45     | B      | 無限MF301HB                   | エルフ       | オリビエ・パニス 中野信治 ヤルノ・トゥルーリ                                                                   | 6          | 0      |
| 1998年 | ゴロワーズ・プロスト・プジョー | AP01     | B      | プジョーA16                   | トタル       | オリビエ・パニス ヤルノ・トゥルーリ                                                                            | 9          | 0      |
| 1999年 | ゴロワーズ・プロスト・プジョー | AP02     | B      | プジョーA18                   | トタル       | オリビエ・パニス ヤルノ・トゥルーリ                                                                            | 7          | 0      |
| 2000年 | ゴロワーズ・プロスト・プジョー | AP03     | B      | プジョーA20                   | トタル       | ジャン・アレジ ニック・ハイドフェルド                                                                          | 11         | 0      |
| 2001年 | プロスト・エイサー             | AP04     | M      | エイサー（フェラーリTipo049） | シェル       | ジャン・アレジ ガストン・マッツァカーネ ルチアーノ・ブルティ ハインツ＝ハラルド・フレンツェン トーマス・エンゲ | 9          | 0      |